# FC Obod
El FC Obod fue un equipo de fútbol de Uzbekistán que jugó en la Super Liga de Uzbekistán, la primera división de fútbol en el país.

## Historia
Fue fundado en el año 2012 en la capital Tashkent como equipo de la Segunda Liga de Uzbekistán. En 2014 logra el ascenso a la Primera Liga de Uzbekistán.
En 2015 es campeón de la segunda categoría y por primera vez logra el ascenso a la Super Liga de Uzbekistán. En su primera temporada en primera división salva la categoría en la última jornada luego de empatar 1-1 con el Pakhtakor Tashkent y que el Navbahor Namangan perdió con el descendido FK Andijan.
El club abandonó la liga en la jornada 23 de la Super Liga de Uzbekistán luego de conseguir solo nueve puntos, y más tarde en ese año desaparece.

## Palmarés
- Primera Liga de Uzbekistán: 1

2015
- Segunda Liga de Uzbekistán: 1

2013

## Jugadores

### Jugadores destacados
- Pavel Solomin